# Siegfried Lenz
Siegfried Lenz [lénc], nemški pisatelj, * 17. marec 1926, Lyck, Vzhodna Prusija, † 7. oktober 2014, Hamburg, Nemčija.

## Življenje in delo
Odraščal je v Mazuriji. Po končanih študijih filozofije, književnosti in angleščine je postal urednik podlistkov velikega dnevnika. Kasneje je opustil službo urednika in postal svoboden umetnik. Piše eseje, radijske igre, kratko prozo, povesti, romane in drame. Svoj prvi roman Kragulji so bili v zraku (Es waren Habichte in der Luft, 1951; prevod 1972) je objavil pri petindvajsetih letih. Dve leti kasneje je izšel roman Dvoboj s senco (Duell mit dem Schatten, 1953). Velik uspeh mu je prinesla zbirka vedrih povesti iz Mazurije Tako prisrčen je bil Suleyken (So zärtlich war Suleyken, 1957). Nato so se zvrstili: Mož v reki (Der Mann im Strom, 1957), Lovci norčevanja (Jager des Spotts, 1958), Kruh in igre (Brot und Spiele, 1959), Mestne novice (Stadgespräch, 1963), Lehmannove zgodbe ali tako lepo je bilo moje tržišče. Iz priznanj trgovca na črni borzi (Lehmanns Erzählungen oder So schen war mein Markt. Aus den bekentnissens eines Schwarzhändelers, 1964) in Neprijeten človek (Der Spielverderber, 1965). Za svoje prvo gledališko delo Čas tistih, ki niso krivi (Zeit der Schuldlosen) je bil Lenz leta 1961 odlikovan z literarno nagrado mesta Bremen. Njegovo drugo gledališko delo Obraz (Das Gesicht) je nastalo leta 1963. Lenz v svojih delih največkrat kritizira razmere svoje dobe.

## Dela

### Prevedeno v slovenščino
- Vadbišče (COBISS)
- Kragulji so bili v zraku (COBISS)
- Knjižni molj : dvajset vedrih mazurskih zgodb (Tako prisrčen je bil Suleyken) (COBISS)
- Nemška ura (COBISS)
- Mestne govorice (COBISS)

### Druga dela
- Einstein prečka Labo pri Hamburgu (Einstein überquert die Elbe bei Hamburg, 1975)
- Vzor (Das Vorbild, 1973)
- Domovinski muzej (Heimatmuseum, 1978)
- Vadbišče (Exerzierplatz, 1985)